# Les Briseurs de joie
Pour plus de détails, voir Fiche technique et Distribution.
Les Briseurs de joie (Padlocked) est un film américain réalisé par Allan Dwan et sorti en 1926.

## Synopsis
Inconnu.

## Fiche technique
- Titre original : Padlocked
- Réalisateur : Allan Dwan
- Scénario : Rex Beach, Becky Gardiner, James Shelley Hamilton d'après un roman de Rex Beach[1].
- Producteur : Jesse L. Lasky, Adolph Zukor
- Photographie : James Wong Howe
- Production : Famous Players-Lasky Corporation
- Distributeur : Paramount Pictures
- Durée : 70 minutes (7 bobines)[2]
- Date de sortie : 2 août 1926

## Distribution
- Lois Moran : Edith Gilbert
- Noah Beery Sr. : Henry Gilbert
- Louise Dresser: Mrs. Alcott
- Helen Jerome Eddy : Belle Galloway
- Allan Simpson : Norman Van Pelt
- Florence Turner : Mrs. Gilbert
- Richard Arlen : 'Tubby' Clark
- Charles Lane : Monte Hermann
- Douglas Fairbanks Jr. : Sonny Galloway
- Charlotte Bird : Blanche Gallow
- Josephine Crowell : Mrs. Galloway
- André Lanoy : Lorelli
- Irma Kornelia : Pearl Gates

## Production
D'après le magazine Var Review, les droits du roman de Rex Beach ont été cédés pour la somme de 100 000 $.
L'histoire se déroule à New York et dans ses environs, mais le film été tourné à Hollywood.